# Chiaki Tomita
Chiaki Tomita (japanisch 冨田 千愛, Tomita Chiaki, * 18. Oktober 1993 in Yonago, Präfektur Tottori) ist eine japanische Ruderin und Teilnehmerin an den Olympischen Sommerspielen 2016 und Olympischen Sommerspielen 2020 im Leichtgewichts-Doppelzweier. Bei der Weltmeisterschaft 2019 gewann sie die Silbermedaille im Leichtgewichts-Einer.

## Karriere
Chiaki Tomita startete bei den U23-Weltmeisterschaften in Varese zusammen mit Ai Kawamoto im Leichtgewichts-Doppelzweier. Sie erreichten den vierten Platz im B-Finale und belegten damit am Ende den 10. Platz. 2015 wechselte sie die Partnerin und gewann zusammen mit Ayami Ōishi den Titel bei der Sommer-Universiade im Leichtgewichts-Doppelzweier. Anschließend stieg sie in den Leichtgewichts-Einer und gewann die Silbermedaille bei der U23-Weltmeisterschaft hinter Amalia Tsiavou aus Griechenland. Danach ging sie wieder zurück in den Leichtgewichts-Doppelzweier und startete zusammen mit Ayami Ōishi bei den Weltmeisterschaften. Die beiden belegten den fünften Platz im C-Finale und schlossen den Wettbewerb so auf Platz 17 ab.
Im April 2016 gewannen sie bei der olympischen Qualifikationsregatta für Asien und Ozeanien in Chungju und qualifizierten sich für die Olympischen Sommerspiele 2016. Beim anschließenden Weltcup in Luzern gewannen die beiden das C-Finale und belegten damit den 13. Platz. Bei den Olympischen Sommerspielen in Rio de Janeiro belegten sie den vierten Platz im Vorlauf und mussten damit in den Hoffnungslauf. Mit dem zweiten Platz im Hoffnungslauf gelang es ihnen sich für das Halbfinale A/B der besten 12 Boote zu qualifizieren. Nach dem sechsten Platz im Halbfinale belegten sie auch den sechsten Platz im B-Finale und wurden damit in der Endabrechnung 12. bei den Wettbewerben in der Lagune Rodrigo de Freitas.
2017 belegte sie beim zweiten Weltcup der Saison in Posen den sechsten Platz im C-Finale im Leichtgewichts-Einer und beendete den Wettbewerb damit als 18. In Plowdiw beim ersten Weltcup der Saison 2019 gewann sie zusammen mit Ayami Ōishi das B-Finale im Leichtgewichts-Doppelzweier, womit die beiden den siebten Platz belegten. Zum dritten Weltcup der Saison in Rotterdam stieg sie wieder in den Leichtgewichts-Einer und fuhr als fünfte im A-Finale über die Ziellinie. Bei der Weltmeisterschaft konnte sie hinter Marie-Louise Dräger die Silbermedaille im Leichtgewichts-Einer gewinnen. Nachdem 2020 der Großteil der Saison abgesagt wurde, startete sie mit Ayami Ōishi im Mai 2021 erneut bei der olympischen Qualifikationsregatta für Asien und Ozeanien, dieses Mal in Tokio. Die beiden konnten erneut gewinnen und sich damit für die Olympischen Sommerspiele 2020 qualifizieren. Zur Vorbereitung auf die Spiele starteten sie beim zweiten Weltcup der Saison in Luzern, wo sie den sechsten Platz belegten. Bei den Olympischen Sommerspielen in Tokio belegten sie den dritten Platz im Vorlauf und mussten damit in den Hoffnungslauf. Mit dem dritten Platz im Hoffnungslauf gelang es ihnen sich für das Halbfinale A/B der besten 12 Boote zu qualifizieren. Nach dem fünften Platz im Halbfinale belegten sie im B-Finale den vierten Platz und wurden damit in der Endabrechnung 10. bei den Wettbewerben auf dem Sea Forest Waterway. Bei den 2023 ausgetragenen Asienspielen 2022 in Hangzhou gewann sie im Achter die Silbermedaille.

## Internationale Erfolge
- 2014: 10. Platz U23-Weltmeisterschaften im Leichtgewichts-Doppelzweier
- 2015: Goldmedaille Sommer-Universiade im Leichtgewichts-Doppelzweier
- 2015: Silbermedaille U23-Weltmeisterschaften im Leichtgewichts-Einer
- 2015: 17. Platz Weltmeisterschaften im Leichtgewichts-Doppelzweier
- 2016: 12. Platz Olympische Sommerspiele im Leichtgewichts-Doppelzweier
- 2019: Silbermedaille Weltmeisterschaften im Leichtgewichts-Einer
- 2020: 10. Platz Olympische Sommerspiele im Leichtgewichts-Doppelzweier

## Berufsweg
Tomita schloss 2019 an der Meiji-Universität mit einem Masterabschluss in Political Science and Economics ab.